# Nikolaos Foskolos
Nikolaos Foskolos (griechisch Νικόλαος Φώσκολος Nikólaos Fóskolos; * 11. Dezember 1936 in Komi, Tinos, Griechenland) ist emeritierter Erzbischof des römisch-katholischen Erzbistums Athen.

## Leben
Nikolaos Foskolos empfing am 1. Oktober 1962 die Priesterweihe.
Am 25. Juni 1973 ernannte ihn Papst Paul VI. zum römisch-katholischen Erzbischof von Athen. Die Bischofsweihe spendete ihm der Erzbischof von Naxos, Andros, Tinos und Mykonos, Ioánnis Perrís, am 12. August 1973; Mitkonsekratoren waren der Erzbischof von Korfu, Zakynthos und Kefalonia, Antonios Varthalitis, und der Bischof von Syros Georgios Xenopoulos.
Nikolaos Foskolos fungierte als Mitkonsekrator bei den Bischofsweihen von Frangiskos Papamanolis, Nikolaos Printesis und Ioannis Spiteris.
Foskolos war seit 1992 zugleich sowohl Apostolischer Administrator für das Erzbistum Rhodos als auch Präsident der Bischofskonferenz der katholischen Kirche in Griechenland.
Papst Franziskus nahm am 12. August 2014 seinen altersbedingten Rücktritt an.